# Приедор (община)
Приедор (на сръбски: Општина Приједор) е община, разположена в Република Сръбска, част от Босна и Херцеговина. Неин административен център е град Приедор. Общата площ на общината е 842.75 км2. Населението ѝ през 2004 година е 112 570 души.